# Arianna Puello

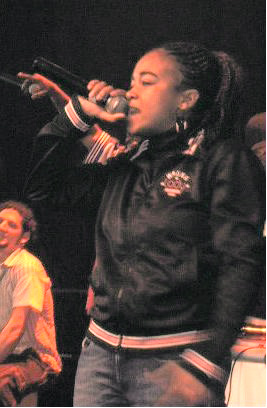
Arianna Puello

Arianna Puello oder Ari (Arianna Isabel Puello Pereyra) (* 16. Januar 1977 in San Pedro de Marcorís, Dominikanische Republik) ist eine in Spanien lebende Rapperin.

## Biografie
Sie lebte in der Dominikanischen Republik, bis sie mit acht Jahren nach Salt (Girona, Katalonien, Spanien) zog. Ihr Debüt im Hip-Hop-Geschäft gab sie im Jahre 1993, als sie ein Lied mit einem Freund aufnahm. Kurz darauf schloss sie sich zusammen mit Bano der Band N.O.Del KRIB (Nacidos Originalmente des Karibe) an. Nachdem sich die Band aufgelöst hatte, trat sie Discípulos del Micro bei. Arianna Puello konnte ihren ersten Erfolg aber erst in Zusammenarbeit mit El Meswys erstem Album Mujer chunga verzeichnen. Im Jahre 1998 brachte sie ihr erstes Soloalbum El tentempié heraus.

## Diskografie
- 1998: El tentempié (Zona Bruta)
- 1999: Gancho perfecto (Zona Bruta)
- 2001: La fecha (Zona Bruta)
- 2003: Así lo siento (Zona Bruta)
- 2008: 13 Razones (Zona Bruta)
- 2010: "Kombate o Muere" (Wea Spain)

## Kollaborationen
- 1997: El Meswy Tesis Doctoral
- 1999: El Imperio Monopolio
- 1999: Frank T Nuevo ser
- 2001: Los Verdaderos Kreyentes de la Religión del Hip Hop (VKR) En las calles
- 2001: Hablando en Plata A sangre fría
- 2001: Frank T 90 kilos
- 2003: Zenit Producto infinito
- 2004: Cartel de Santa La Plaga Del Rap
- 2005: Full Nelson Confía en mí
- 2005: BO de Bagdad Rap
- 2006: Tiempo de kambio

| Personendaten    | Personendaten                                                 |
| ---------------- | ------------------------------------------------------------- |
| NAME             | Puello, Arianna                                               |
| ALTERNATIVNAMEN  | Puello Pereyra, Arianna (vollständiger Name); Ari (Spitzname) |
| KURZBESCHREIBUNG | spanische Rapperin                                            |
| GEBURTSDATUM     | 16. Januar 1977                                               |
| GEBURTSORT       | San Pedro de Marcorís, Dominikanische Republik                |